# Internetpädagogik
Die Internetpädagogik ist ein Teilgebiet der Medienpädagogik und befasst sich mit dem pädagogischen Handeln im Internet, insbesondere des Web 2.0.

## Aufgaben der Internetpädagogik
Die Internetpädagogik befasst sich mit Konzepten und Handlungsweisen für einen sicheren, gesunden, qualifizierten und verantwortungsvollen Umgang mit dem Internet, sowie dem pädagogischen und didaktischen Handeln im Internet. Dazu gehören unter anderem:
- Das Entwickeln von Medienkompetenz und eines sicheren Umgangs mit Informationsangeboten im Internet
- persönliche, schulische und berufliche Nutzung von Internetangeboten (z. B. Recherche in Datenbanken, Vertraulichkeit von Informationen, wissenschaftliche Arbeiten im Internet usw.)
- Umgang mit Daten und Sicherheit im Internet und deren Gefahren, wie die Gefährdung der Privatsphäre, mangelnder Datenschutz, Cybermobbing, jugendgefährdende und illegale Inhalte und Internetbetrug und Internetkriminalität
- rechtliche Aspekte des Internetrechts, Medienrechts und des allgemeinen Rechts (z. B. Umgang mit Urheberrecht)en
- soziales Verhalten in Internetforen, Chats, Soziales Netzwerken, Instant-Messaging-Diensten und anderen Communitys
- Suchtgefahren und Abhängigkeitspotenziale (siehe auch Internetabhängigkeit)
- Umgang mit kritischen Inhalten wie Gewalt, Diskriminierung, Hetze oder Sexualität
- die Vermittlung von informationstechnischen Kenntnissen (z. B. die Funktionsweise von Webseiten, Software und Netzwerken)
- E-Learning und Blended-Learning (z. B. mittels Wikis, Multimedia, Wissensmanagementsystemen, Webkollegs, Massive Open Online Courses, Virtuellen Klassenzimmern und Virtuellen Universitäten, M-Learning, Kollaborationsskripten und verschiedenen Lernplattformen)
- Online-Didaktik (z. B. Lehren durch Webvideos, Lehren durch die Nutzung von Wikis usw.)

## Herausforderungen beim Handeln im Web 2.0
Da im Web 2.0 jeder aktiv mitwirken kann, dieses immer mehr als Spiel- und Entwicklungsraum sowie für den Alltag und auch beruflich und schulisch genutzt wird und User-generated content eine immer wichtigere Rolle spielt, müssen sich Menschen bei ihrem Handeln im Web 2.0 mit drei zentralen Handlungsebenen und Entwicklungsaufgaben auseinandersetzen. Diese sind:
- Identitätsmanagement: Dieser Punkt bezieht sich auf die Selbstdarstellung einer Person im Internet und wie diese zum Beispiel Erfahrungen oder Erlebnisse schildert. Beispiele sind die Darstellung in Webvideos oder das Gestalten von Profilseiten. Hierfür ist eine Selbstauseinandersetzung erforderlich. Der Mensch sollte sich also über seine eigenen Erfahrungen, Wünsche und Vorstellungen bewusst werden und über sein eigenes Selbstbild und seinen Selbstausdruck Bescheid wissen.
- Beziehungsmanagement: Hierbei wird auf die Pflege von bestehenden oder dem Entwickeln von neuen Beziehungen geachtet. Dies kann zum  Beispiel durch chatten, kommentieren, verlinken oder durch explizite Meldungen und Bestätigungen geschehen. Um diese Aufgabe erfolgreich zu meistern, ist Sozialauseinandersetzung erforderlich. Diese erfordert die aktive Bildung und Pflege von Freundschaften, Kontakten und Beziehungen.
- Informationsmanagement: Der Mensch muss in der Lage sein, Informationen sinnvoll zu filtern, zu selektieren und zu kategorisieren, um diese sinnvoll auswerten zu können. Hierzu gehören zum Beispiel die Recherche mit einem Onlinelexikon wie der Wikipedia oder das Taggen und Bewerten von Fotos oder Videos. Um diese Aufgabe zu meisten, ist eine Sachauseinandersetzung erforderlich. Diese besteht aus der Bildung und Pflege von Repräsentationen und Präsentationen sowie der Organisation und Reflexion von Wissen und Erfahrungen.[1]

## Problematik
Eltern und Lehr- und Erziehungspersonnen mangelt es oft an Wissen und Erfahrung, um Heranwachsende angemessen über das Handeln im Internet zu erziehen und zu informieren. Oft wissen die Kinder und Jugendlichen dabei besser über die Angebote und Möglichkeiten Bescheid als ihre Eltern und Lehrbeauftragten. Dies liegt unter anderem an den Altersunterschieden und Wertevorstellungen zwischen den Digital Natives und den älteren Generationen. Einige Erziehungsberechtigte greifen daher lieber auf Schutzmechanismen wie Kinder- und Jugendschutz-Software oder dem Verbieten von einzelnen Gegenständen und Angeboten oder der Beschränkung der Nutzung dieser aufgrund mangelnder Kontrolle und Kenntnisse über deren Inhalte und Funktionsweise zurück, anstatt über diese zu belehren. Dabei ist aber in der heutigen Zeit eine Auseinandersetzung von Kindern und Jugendlichen mit diesem Medium im Hinblick auf die persönliche, schulische und berufliche Entwicklung immer wichtiger und ein Verbot schränkt diese Erfahrungen ein. Für die rechtliche Ungewissheit bei Eltern und Erziehungsberechtigten lassen sich beispielsweise spezielle Verträge für Kinder und Jugendliche ausdrucken und mit den Kindern besprechen.